# Iriveri
Iriveri è una suddivisione dell'India, classificata come census town, di 15.672 abitanti, situata nel distretto di Kannur, nello stato federato del Kerala. In base al numero di abitanti la città rientra nella classe IV (da 10.000 a 19.999 persone).

## Geografia fisica
La città è situata a 11° 52' 38 N e 75° 28' 01 E.

## Società

### Evoluzione demografica
Al censimento del 2001 la popolazione di Iriveri assommava a 15.672 persone, delle quali 7.487 maschi e 8.185 femmine. I bambini di età inferiore o uguale ai sei anni assommavano a 1.856, dei quali 970 maschi e 886 femmine. Infine, coloro che erano in grado di saper almeno leggere e scrivere erano 13.127, dei quali 6.385 maschi e 6.742 femmine.